# Anaglyptus hilari
Anaglyptus hilari là một loài bọ cánh cứng trong họ Cerambycidae.